# Herbert Huber
Herbert Franz Josef Huber (1 de enero de 1931 - 1 de octubre de 2005) naturalista, y destacado botánico y taxónomo alemán. En el momento de su muerte en 2005 era profesor emérito de la Universidad de Kaiserslautern, Alemania. Fue conocido por sus contribuciones a la clasificación de las angiospermas.

## Biografía
Era hijo del profesor de biología en la Facultad Teológica-filosófica de la universidad en Dillingen, donde se crio. Estudió con Hermann Merxmüller en Munich y completó una tesis allí sobre  Ceropegia  en 1958. Después de graduarse, tomó una posición como curador del Jardín Botánico en la Universidad de Wurzburgo, y de allí se convirtió en profesor de botánica en la Universidad de Mérida, Venezuela. Al regresar a Alemania se convirtió en presidente del Herbario de Hamburgo, antes de asumir el cargo en Kaiserslautern, donde permaneció hasta su jubilación.
Huber fue uno de los primeros científicos en cuestionar la división tradicional de las angiospermas en monocotiledóneas y dicotiledóneas, en aspectos morfológicas. También fue uno de los primeros taxónomos para sugerir que la gran  familia Liliaceae se divide en unidades familiares más pequeñas. Sus contribuciones no tenían una amplia audiencia fuera de su propio país desde que escribió principalmente en alemán, y publicaba en el  Mitteilungen der Botanischen Staatssammlung München .
Fue en Múnich donde su trabajo fue más influyente  Die Samenmerkmale und Verwandtschaftsverhältnisse der Liliiflorae  (1969) fue escrito, un estudio detallado de las Liliáceas, en el que propuso la división de la familia en dos, la 'Asparagoid' Liliiflorae y Lilliiflorae 'Colchicoid'. Cuando Dahlgren y Clifford publicaron su estudio de las familias de monocotiledóneas (1985) desarrollaron y popularizaron el concepto de Huber, dando lugar a la formación de un nuevo Orden Asparagales. Otras ofertas importantes de trabajo con Rosiflorae (sensu Dahlgren), la clasificación de las dicotiledóneas y la anatomía de semillas.

## Algunas publicaciones

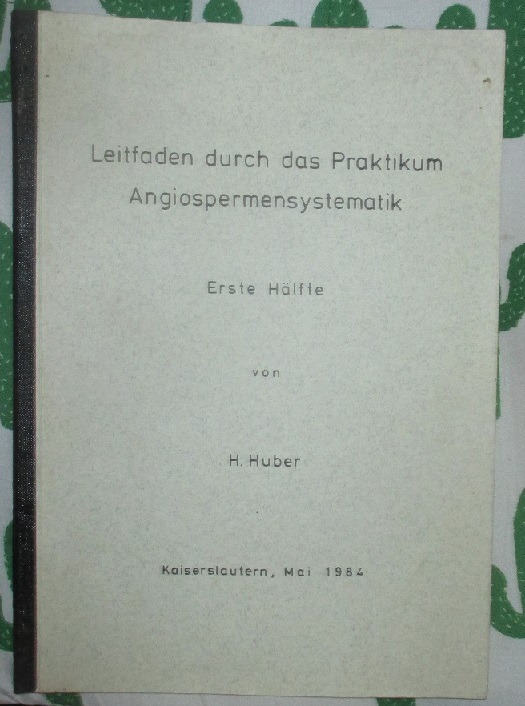
autoedición de una guía para la sistemática de angiospermas

- 1955. Ceropegia humbertii  Mitt. Bot. Staatssamml. Munchen, Heft 12: 72.
- 1957. Revision der Gattung Ceropegia.Memórias de Sociedade Broteriana, v. 12. Ed. Inst. Botânico da Univ. de Coimbra, 203 p.
- 1985. Annonaceae, p. 1–75. En: Dassanayake, M.D. & Fosberg, F.R. (eds.) A revised handbook to the flora of Ceylon, 5. Amerind Publishing Co. New Delhi, 476 p.
- Huber, H (1969). «Die Samenmerkmale und Verwandtschaftsverhältnisse der Liliiflorae». Mitt. Bot. Staatssamml.[Mitteilungen der Botanischen Staatssammlung München] 8: 219-538. Consultado el 10 de febrero de 2015.
- Huber, H. (1977), «The treatment of monocotyledons in an evolutionary system of classification», Plant Systematics and Evolution, Supplement 1: 285-298, doi:10.1007/978-3-7091-7076-2_18.
- Kubitzki, Klaus; Huber, Herbert, eds. (1998). The families and genera of vascular plants. Vol.3. Berlin, Germany: Springer-Verlag. ISBN 3-540-64060-6. Consultado el 14 de enero de 2014.

## Epónimos
- (Annonaceae) Hubera Chaowasku[4]